# 픽시 (2017년 영화)
《픽시》(영어: The Fixies: Top Secret)은 2017년 공개된 러시아의 애니메이션 영화로, 《비밀친구 픽시》(Фиксики)의 극장판이다.

## 줄거리
내가 누군지 궁금해?
전자 제품 속에 사는 1센치 미니 히어로 ‘픽시’,
‘픽시’의 정체를 아는 사람은 10살 소년 ‘톰 토마스’와 천재 ‘유지니어스’ 교수뿐이다.
하지만 장난꾸러기 픽시 ‘파이어’가
‘유지니어스’ 교수가 발명한 특수 팔찌를 차고
도시 전체를 혼란에 빠뜨리는 바람에
‘픽시’들의 정체가 들통날 위기가 찾아오는데…
1센치 미니 히어로 ‘픽시’를 만날 시간!